# Trat (provincie)
Trat is een Thaise provincie aan de zuidkust van de golf van Thailand, in het oosten van Thailand. In december 2002 had de provincie 225.295 inwoners, waarmee het de 73e provincie qua bevolkingsaantal in Thailand is. Met een oppervlakte van 2819 km² is het de 61e provincie qua omvang in Thailand. De provincie ligt op ongeveer 315 kilometer van Bangkok. Trat grenst in het oosten aan Cambodja en in het westen aan de provincie Chantaburi. Trat is een langgerekte smalle provincie met een kustlijn van 165,6 kilometer. De provincie wordt gescheiden van Cambodja door het Khao Banthat gebergte.
De provincie is vooral bekend vanwege de vele eilanden (onder andere: Ko Chang en Ko Kut) en de vaak nog ongerepte stranden. Voor de economie zijn de vele fruitplantages en de visserij erg belangrijk.
De belangrijkste weg in deze provincie is Sukhumvit die loopt van het westen naar het zuidoosten. Het einde van de weg is in het uiterste zuiden bij een grensovergang met Cambodja in het district Klong Yai. Trat bestaat voornamelijk uit heuvelland.
De provincie is aan het einde van de 19e eeuw een tijdlang door Frankrijk bezet als straf omdat Thailand weigerde delen van Laos en Cambodja af te staan. Dit uit zich nog in de vele voorbeelden van Franse architectuur in deze provincie. Bangkok Airways heeft in 2003 een luchthaven aangelegd in deze provincie om het toerisme naar dit gebied te bevorderen. Vele mensen vrezen echter dat de eilanden hiermee dezelfde kant als Pattaya, Ko Samui en het eiland Phuket op zullen gaan.

## Provinciale symbolen
|  | Het provinciale zegel van Trat. |

## Klimaat
De gemiddelde jaartemperatuur is 29 °C. De temperatuur varieert van 17 graden tot 35 graden.

## Politiek

### Bestuurlijke indeling
De provincie is onderverdeeld in 5 districten (Amphoe) en 2 subdistricten (King Amphoe) namelijk:
| Amphoe 1. Trat 2. Klong Yai 3. Khao Saming 4. Bo Rai 5. Laem Ngop | King Amphoe 6. Ko Kut 7. Ko Chang |  |